# Manning-Lagune
Die Manning-Lagune ist eine etwa 5 km lange Lagune an der Südküste der Insel Heard im südlichen Indischen Ozean. Sie liegt in unmittelbarer Nachbarschaft zum Long Beach am Kap Labuan.
Benannt ist die Lagune nach John Manning, dem leitenden Geodäten der Australian Division of National Mapping, der 1980 an der Vermessung von Heard beteiligt war.